# Mosia nigrescens
Mosia nigrescens es una especie de murciélago de la familia Emballonuridae. Es la única especie del género Mosia.

## Distribución geográfica
Se encuentra en Nueva Guinea e Islas Salomón.